# Sidi Aïssa Ben Slimane
Sidi Aissa Ben  Slim (franska: Sidi Aissa Ben  Slim (CR), Sidi Aissa Ben  Slim (Commune Rurale), arabiska: سبتة) är en kommun i Marocko.   Den ligger i provinsen El Kelaâ des Sraghna och regionen Marrakech-Safi, i den norra delen av landet, 230 km söder om huvudstaden Rabat. Antalet invånare är 17 708.